# Cyanopepla minima
Cyanopepla minima là một loài bướm đêm thuộc phân họ Arctiinae, họ Erebidae.